# Rodrigo Rosa
Rodrigo Rosa (Porto Alegre, 11 de junho de 1972) é um cartunista, editor, ilustrador e quadrinista brasileiro. Ele foi desenhista das adaptações para os quadrinhos dos livros O Cortiço, Grande Sertão: Veredas (com roteiro de Eloar Guazzelli Filho, vencedor do Troféu HQ Mix de 2015 como melhor adaptação para os quadrinhos e 2º lugar na categoria adaptação do Prêmio Jabuti) e Os Sertões, em parceria com Carlos Ferreira, vencedor do Troféu HQ Mix de 2011 como melhor adaptação para os quadrinhos.
Em parceria com Ivette Giraldo, fundou a Figura Editora em 2016, onde já publicou autores como Alberto Breccia, Carlos Nine, Dino Battaglia, Héctor Oesterheld e Sergio Toppi, entre outros.